# Susanne Madsen
Susanne Madsen es una deportista danesa que compitió en vela en la clase Laser Radial. Ganó dos medallas de plata en el Campeonato Europeo de Laser Radial, en los años 1983 y 1985.

## Palmarés internacional
| Campeonato Europeo | Campeonato Europeo | Campeonato Europeo | Campeonato Europeo |
| Año                | Lugar              | Medalla            | Clase              |
| ------------------ | ------------------ | ------------------ | ------------------ |
| 1983               | Mandal (Noruega)   | Medalla de plata   | Laser Radial       |
| 1985               | Cascaes (Portugal) | Medalla de plata   | Laser Radial       |